# Homero Cárdenas Guillén
Homero Cárdenas Guillén (Nacido el 13 de marzo de 1966-Presuntamente muerto el 28 de marzo de 2014), también conocido por sus alias El Orejón y/o El Majadero, era un narcotraficante mexicano y líder del Cártel del Golfo, una organización criminal mexicana. Era hermano de los antiguos narcotraficantes Osiel Cárdenas Guillén, Antonio Cárdenas Guillén, y Mario Cárdenas Guillén. Aunque las autoridades no han dado ninguna información oficial al respecto, se prevé que Homero tomó el liderazgo del Cártel del Golfo tras la captura de Mario Ramírez Treviño en agosto de 2013. Sin embargo, según informes médicos sin confirmar, murió de un ataque al corazón el 28 de marzo de 2014.

## Primeros años
Homero Cárdenas Guillén nació en un rancho llamado "El Caracol" en la ciudad de Matamoros, Tamaulipas, México en la década de 1960s. Sus padres, Enrique Cárdenas y Manuela Guillén, procrearon cuatro hijos además de él: Mario, Antonio, Osiel, y Liliana. Homero provenía de una familia humilde que vivía de la siembra y venta de sorgo, pero ninguno de los hijos, incluyendo a Homero, decidieron seguir los pasos de su padre. Después de terminar la primaria en la zona rural donde crecieron, Homero emigró a la ciudad de Matamoros como el resto de sus hermanos.

## Carrera delictiva
Ya en Matamoros, Mario ayudó a Osiel a poner un taller mecánico; sin embargo, también los introdujo a la venta de drogas. Mario, el mayor de los hermanos, comandaba el micronegocio con otros ayudantes suyos. Antonio compraba la cocaína; Osiel la vendía en las calles; y Homero coordinaba el tráfico de este producto a los Estados Unidos. Para finales de la década de 1990, Osiel se convirtió en el líder del Cártel del Golfo, una organización criminal con presencia en el noroeste de México, mientras que Homero jugó un papel menor en la organización.  Tras la captura de Osiel en el 2003 y su extradición a los Estados Unidos cuatro años más tarde, el liderato del cártel pasó a las manos de Heriberto Lazcano Lazcano (exjefe de Los Zetas, el antiguo brazo armado del Cártel del Golfo), de Jorge Eduardo Costilla Sánchez, un expolicía de Matamoros, y de Antonio Cárdenas Guillén (alias "Tony Tormenta"), hermano de Homero. En el 2009, Homero coordinaba el tráfico de cocaína que salía de Tamaulipas con destino a Brownsville, Houston y Atlanta.
En los primeros meses del 2010, Los Zetas se separaron del Cártel del Golfo y le declararon la guerra; Costilla Sánchez y "Tony Tormenta", sin embargo, se quedaron en las filas del Cártel del Golfo. "Tony Tormenta" fue abatido ese mismo año en una balacera con infantes de la Marina Armada de México en Matamoros, y su puesto fue tomado por Mario Cárdenas Guillén, hermano de Homero. El Cártel del Golfo volvió a vivir otra ruptura interna cuando fue asesinado Samuel Flores Borrego, un jefe de alto mando, en septiembre de 2011. La organización se dividió entre los leales a la familia Cárdenas Guillén mediante un grupo denominado "Los Rojos", mientras que Costilla Sánchez se alió con "Los Metros", otro grupo que estaba en contra de la imposición de Mario y su clan. La guerra entre ambos grupos del Cártel del Golfo resultó en diversas muertes y arrestos de varios capos de alto mando, incluyendo las capturas de Mario y Costilla Sánchez en el 2012.

### Liderazgo dentro del Cártel del Golfo
En agosto de 2013, Mario Ramírez Treviño, quien se había convertido en líder tras el arresto de Costilla Sánchez, fue arrestado. El gobierno no dio un informe oficial de quien sería su sucesor pero prevén que Homero (conocido por sus aliases "El Orejón" y/o "El Majadero") tomó su lugar.
Sin embargo, su sucesión como líder no fue bienvenida por todos dentro del Cártel del Golfo. El 3 y 4 de noviembre de 2013, el grupo de Los Metros entró a la ciudad de Matamoros desde Reynosa, Tamaulipas para pelear el territorio con "Los Ciclones", la supuesta banda comandaba por Homero. La incursión en Matamoros dejó a la ciudad virtualmente estremecida y dejó un saldo de al menos 12 muertos, de acuerdo con reportes oficiales. No obstante, otros reportes indicaron que la balacera dejó un mayor número de decesos, alegando que los muertos en los ejidos no habían sido contados. Las autoridades prevén que la balacera se derivó tras el desacuerdo de quién controlaría en tráfico de drogas en Matamoros; después de que Los Ciclones y Homero decidieron quedarse con el territorio, Los Metros—enfurecidos tras la decisión—entraron a Matamoros a disputar el territorio. Los Metros también están furiosos con la facción de Homero porque uno de sus familiares, Rafael Cárdenas Vela (alias "El Junior" y/o "El 900"), es un testigo protegido del gobierno norteamericano.
A principios del 2014, los desacuerdos dentro del Cártel del Golfo continuaron. Los líderes de la organización en Reynosa estaban en contra de la imposición del mando único creado por Homero, quien empezaba a tomar decisiones importantes dentro del cártel mediante un bajo perfil.

## Presunta muerte
Según fuentes ajenas a la policía hay rumores que, según informes médicos, Homero Cárdenas murió de un ataque al corazón el 28 de marzo de 2014 en un hospital de Monterrey, Nuevo León. Según los informes, sufrió complicaciones médicas después de una liposucción en una clínica en Matamoros. La información no ha sido confirmada por la autoridades y los detalles que rodean su muerte reportada siguen siendo cuestionadas.